# علي بن بريك
علي بن بريك (1 يناير 1969 -) هو مغني يمني.

## حياته ونشأته
من حضرموت، مدينة الشحر.خاله الفنان الحضرمي الكبير محفوظ بن بريك.
اشتهرت كل أغانيه باللون الحضرمي وله شهره واسعة في حضرموت على وجه التحديد واليمن على وجه العموم، بالإضافة إلى شهرته في المملكة العربية السعودية والكويت والخليج.

## مسيرته
يتميز الفنان على بن بريك بأسلوبه الخاص في الأداء الفني وعدم التكلف في الأداء.
لعل ابرز الجلسات والمشاركات الفنية للفنان علي بن بريك هي في سهرات الأعراس والمخادر وأيضاً له حضور في بعض الجلسات الخاصة بالقنوات التلفزيونية المحلية كقناة السعيدة والعقيق وآخرهن قناة حضرموت الفضائية 2015م.

## أعماله
- الشاعر والملحن الكبير السيد حسين المحضار.
- عميد الدان الحضرمي السيد حداد الكاف.
- الشاعر والأديب السيد عبدالله بن محمد باحسن.
- الشاعر الشيخ أحمد عبود باوزير.
- الشاعر والملحن صالح المفلحي.
- الشاعر والملحن عبد القادر الكاف.
- وغيرهم الكثير والكثير من الشعراء المعاصرين والقدامى.